# 89131 Phildevries
89131 Phildevries è un asteroide della fascia principale. Scoperto nel 2001, presenta un'orbita caratterizzata da un semiasse maggiore pari a 2,3853155 UA e da un'eccentricità di 0,1251587, inclinata di 7,03733° rispetto all'eclittica.